# Grabnik Mały
Grabnik Mały (deutsch Klein Grabnick) ist ein Dorf in der polnischen Woiwodschaft Ermland-Masuren. Es gehört zur Stadt- und Landgemeinde Mikołajki (deutsch Nikolaiken) im Powiat Mrągowski (Kreis Sensburg).

## Geographische Lage
Grabnik Mały liegt in der östlichen Mitte der Woiwodschaft Ermland-Masuren, 24 Kilometer östlich der Kreisstadt Mrągowo (Sensburg).

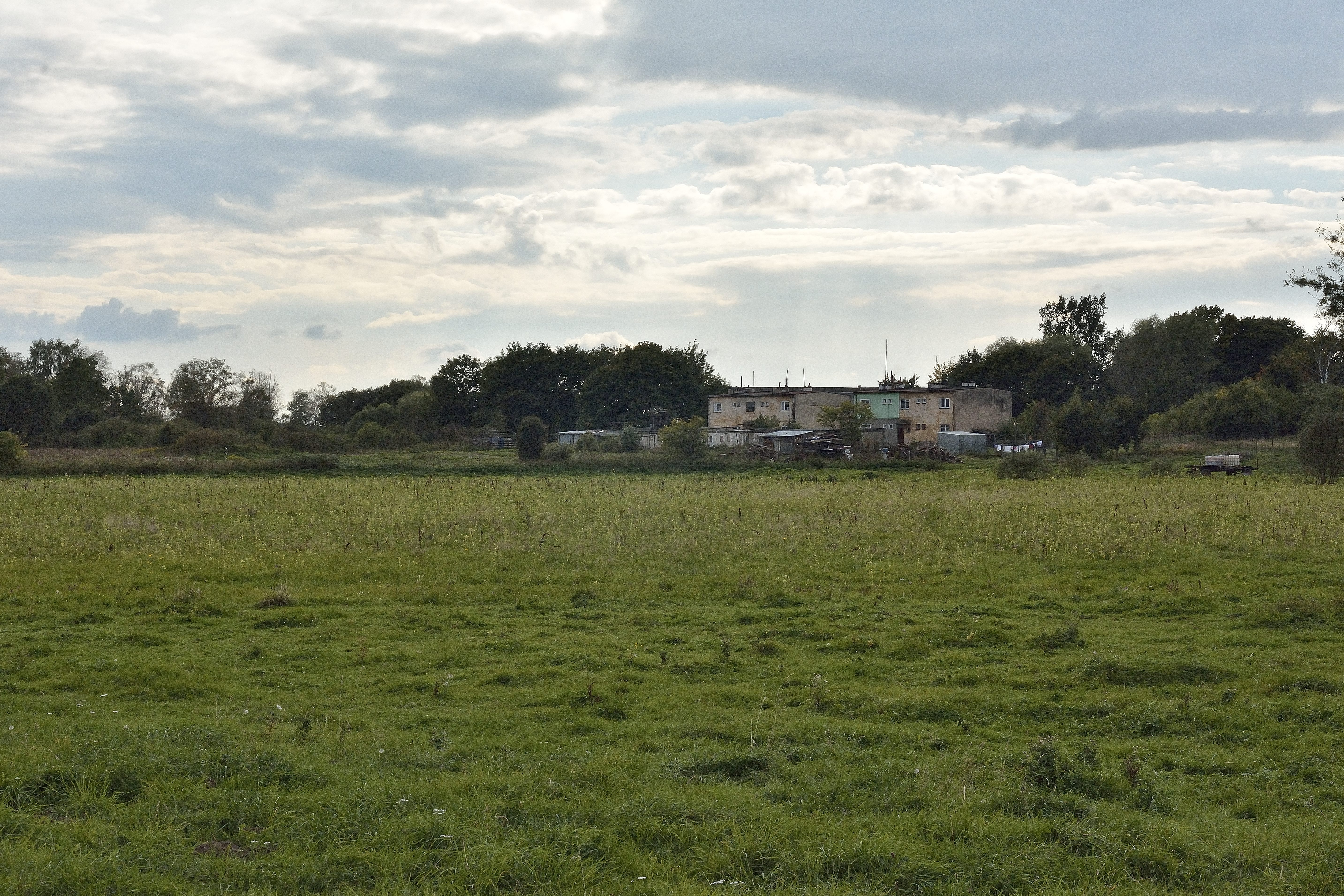
Wohnblock für Mitarbeitende der PGR Grabnik Mały

## Geschichte
Der Gutsort Klein Grabnick wurde 1694 gegründet und  1785 als köllmisches Gut mit zwei Feuerstellen erwähnt.
1874 wurde das Dorf in den neu errichteten Amtsbezirk Wosnitzen (polnisch Woźnice) eingegliedert, der – 1938 in „Amtsbezirk Julienhöfen“ umbenannt – bis 1945 bestand und zum Kreis Sensburg im Regierungsbezirk Gumbinnen (ab 1905: Regierungsbezirk Allenstein) in der preußischen Provinz Ostpreußen gehörte. Im Jahre 1910 zählte der Gutsbezirk Klein Grabnick 20 Einwohner.
Am 30. September 1928 verlor Klein Grabnick seine Eigenständigkeit und wurde zusammen mit Julienthal (polnisch Lelek) in die Landgemeinde Wosnitzen (1938 bis 1945 Julienhöfen, polnisch: Woźnice) eingemeindet.
Als 1945 in Kriegsfolge das gesamte südliche Ostpreußen an Polen überstellt wurde, war auch Klein Grabnick davon betroffen und erhielt ab jetzt die polnische Namensform „Grabnik Mały“. Das Dorf ist heute eine Ortschaft innerhalb der Stadt- und Landgemeinde Mikołajki (Nikolaiken) im Powiat Mrągowski (Kreis Sensburg), bis 1998 der Woiwodschaft Suwałki, seither der Woiwodschaft Ermland-Masuren zugeordnet. Im Jahre 1945 entstand hier ein großer Staatlicher landwirtschaftlicher Betrieb (Państwowe gospodarstwo rolne – PGR).

## Kirche
Bis 1945 war Klein Grabnick in die evangelische Kirche Schimonken (1938 bis 1945 Schmidtsdorf, polnisch: Szymonka) in der Kirchenprovinz Ostpreußen der Kirche der Altpreußischen Union und außerdem in die katholische Kirche St. Adalbert in Sensburg (polnisch: Mrągowo) im Bistum Ermland eingepfarrt.
Heute gehört Grabnik Mały zur evangelischen Kirche Mikołajki in der Diözese Masuren der Evangelisch-Augsburgischen Kirche in Polen sowie zur katholischen Pfarrei Woźnice im Bistum Ełk in der polnischen katholischen Kirche.

## Verkehr
Grabnik Mały liegt unweit der polnischen Landesstraße 16 (einstige deutsche Reichsstraße 127) und ist von Woźnice (Wosnitzen, 1938 bis 1945 Julienhöfen) aus auf direktem Wege zu erreichen. Woźnice war von 1911 bis 2009 auch die nächsten Bahnstation und lag an der Bahnstrecke Czerwonka–Ełk (deutsch Rothfließ–Lyk) die aber nicht mehr befahren wird.